# Клаус Гартманн
Клаус Гартманн (нім. Klaus Hartmann; 7 лютого 1912, Плен — 30 червня 1944, Ла-Манш) — німецький офіцер-підводник, капітан-лейтенант крігсмаріне.

## Біографія
1 квітня 1933 року вступив на флот. З 21 лютого 1942 по 15 травня 1943 і з 6 серпня 1943 року — командир підводного човна U-441, на якому здійснив 7 походів (разом 252 дні в морі). 27 грудня 1942 року потопив нідерландський торговий пароплав Soekaboemi водотоннажністю 7051 тонну, який перевозив 5000 тонн генеральних вантажів; 1 з 70 членів екіпажу загинув. 30 червня 1944 року U-441 був потоплений в Англійському каналі західніше Гернсі (49°37′ пн. ш. 03°41′ зх. д.) глибинними бомбами британського бомбардувальника «Ліберейтор» і фрегатів «Ессінгтон», «Дакворт», «Дометт» та «Кук». Всі 51 член екіпажу загинули.

## Звання
- Кандидат в офіцери (1 квітня 1933)
- Фенріх-цур-зее (1 липня 1934)
- Оберфенріх-цур-зее (1 квітня 1936)
- Лейтенант-цур-зее (1 жовтня 1936)
- Оберлейтенант-цур-зее (1 червня 1938)
- Капітан-лейтенант (1 квітня 1941)

## Нагороди
- Медаль «За вислугу років у Вермахті» 4-го класу (4 роки)